# Else und ihr Vetter
Else und ihr Vetter war der 4. Teil der Else-Filmreihe mit der Theaterschauspielerin Else Eckersberg, die zwischen 1916 und 1921 entstanden ist. Produziert wurde er von Jules Greenbaum. Louis Neher hat ihn nach einem Drehbuch von Margarete Lindau-Schulz realisiert.

In dieser Folge spielte Else Eckersberg neben der Titelrolle der „Else“ auch den Vetter, trat also auch in einer Hosenrolle auf. An ihrer Seite sind Wilhelm Diegelmann als Onkel und Senta Söneland als Tante zu sehen, außerdem Julius Falkenstein.

## Handlung
Else ist für die Tante die Else, spielt für den Onkel aber ihren eigenen Vetter.

## Hintergrund
Der Film lag der Polizeizensur Berlin in einer Länge von 3 Akten vor und erhielt unter der No. 40 445 Jugendverbot. Er wurde am 27. April 1917 in Berlin im Tauentzienpalast uraufgeführt.

## Rezeption
Der Film wurde besprochen in:
- Der Film No. 18, 1917
- Kinematograph No. 540, 1917

und ist verzeichnet bei
- Birett: Verzeichnis in Deutschland gelaufener Filme. München 1980 (München) No. 235, 1917, und No. 398, 1917

Der Rezensent "Argus" im "Kinematograph" No. 540 vom Mai 1917 schrieb:

„Eingeleitet wurde das Programm durch „Else und ihr Vetter“ mit der lustigen Else Eckersberg in der Hauptrolle, wo ihr Gelegenheit geboten wird, als übermutiges Mädchen und als junger Student alle Register ihrer tollen Laune spielen zu lassen. Die Sache ist nämlich so: Der Onkel in Amerika wünscht sich, wenn man auf seine Zuwendungen Anspruch erheben will, nur einen Neffen. Ihre Tante zu Hause aus gleichem Anlass aber ein Mädchen. Nun hat der Storch Herrn und Frau Gänsebier ein Mädchen, die Else, gebracht, womit die Tante, von Senta Söneland prachtvoll dargestellt, zufrieden ist. Dem Onkel in Amerika aber wird geschrieben, es sei ein Junge angekommen. Dieser kleine Schwindel geht so lange gut, bis der Onkel aus Amerika - Diegelmann spielt ihn brillant - auf Besuch kommt. Und nun beginnt das tolle Spiel : Else, teils als Mädchen, teils als Junge. Schließlich wird die Sache aber doch unhaltbar und nun beichtet man dem Onkel, der natürlich alles verzeiht.
Eine drollige Geschichte in Verbindung mit ausgelassenem Spiel aller Beteiligten sicherten dem Film beifallsfähige Aufnahme.“